# Gmina Brinje
Gmina Brinje (chorw. Općina Brinje) – gmina w Chorwacji, w żupanii licko-seńskiej. W 2011 roku liczyła 3256 mieszkańców.

## Miejscowości
- Brinje
- Glibodol
- Jezerane
- Križ Kamenica
- Križpolje
- Letinac
- Lipice
- Prokike
- Rapain Klanac
- Stajnica
- Vodoteč
- Žuta Lokva